# فرناندو ماتشادو
فرناندو ماتشادو (بالإسبانية: Fernando Machado) (26 سبتمبر 1979 بمونتفيدو في الأوروغواي - ) هو لاعب كرة قدم أوروغواني في مركز الدفاع. شارك مع منتخب الأوروغواي تحت 20 سنة لكرة القدم. أما مع النوادي، فقد لعب مع خميناسيا خوخوي وليفادياكوس ومونتيفيديو واندررز ونادي أستيراس تريبوليس ونادي أونيفرسيداد ناسيونال ونادي سان لويس وناسيونال مونتيفيديو وجوفينتود وسبورتيفو سيريتو وAtlético Celaya ‏ ونادي بلومينغ وسنترو أتلتيكو فينكس ‏.

## وصلات خارجية
- فرناندو ماتشادو على موقع الاتحاد الدولي (مؤرشف)  (الإنجليزية)
- فرناندو ماتشادو على موقع قاعدة بيانات كرة القدم.إي يو (الإنجليزية)
- فرناندو ماتشادو على موقع Soccerway.com (الإنجليزية)